# Zulmiro Magalhães
Pour les articles homonymes, voir Magalhães.
Zulmiro Manuel Silva Magalhães, né le 4 octobre 1994, à Santa Maria da Feira, est un coureur cycliste portugais.

## Biographie
En 2015, Zulmiro Magalhães s'impose en solitaire sur la dernière étape du Tour des Terres de Santa Maria da Feira, devant son coéquipier David Ribeiro. Il termine également quatrième du championnat du Portugal espoirs (moins de 23 ans), ou encore huitième du Tour de la province de Valence. 
Il passe finalement professionnel en 2017 au sein de l'équipe continentale LA Aluminios-Metalusa-BlackJack. Il commence sa saison sur le Tour de l'Algarve.

## Palmarès
- 2015
  - 3e étape du Tour des Terres de Santa Maria da Feira